# De Zoeker
De Zoeker is een oliemolen aan de Kalverringdijk op de Zaanse Schans, in de gemeente Zaanstad. De molen is de enige nog dagelijks in bedrijf zijnde oliemolen. In de Zaanstreek is het een van de vijf overgebleven oliemolens.
De molen werd oorspronkelijk rond 1676 gebouwd in Zaandijk waar hij ten zuiden van de Sluissloot stond, ten westen van de latere spoorlijn Amsterdam – Uitgeest. De molen bleef met enkele onderbrekingen tot 1968 op deze plek in gebruik. In augustus 1968 volgde een spectaculaire verplaatsing waarbij het achtkant 's nachts over de bovenleiding van de spoorlijn werd getild. Aan de Zaan werd op een perceel waar ooit oliemolen De Wind stond een plek gevonden voor de molen. De Zoeker is op deze plek op de Zaanse Schans een trekpleister geworden. De molen draait 's zomers dagelijks op professionele basis. Later is in Zaandijk een school vernoemd naar de oliemolen. De molen is eigendom van de Vereniging De Zaansche Molen.